# Ludvík Pelíšek
Ludvík Pelíšek (12. července 1910 Majetín – 30. července 1953 Olomouc) byl český hudební skladatel.

## Život
Základní hudební vzdělání získal v hudební škole Žerotína. Skladbu studoval soukromě u olomouckého hudebního skladatele Richarda Kopy. Zpočátku se věnoval pouze taneční hudbě. Za druhé světové války začal komponovat i vážnou hudbu.

## Dílo (výběr)

### Opera
- Ondryš muzikant (1952)

### Orchestrální skladby
- Svítání v nový den (symfonická báseň, 1940)
- Zpívající země (orchestrální suita, 1943)
- Slovanský pochod 1943
- Boj o vítězství (ouvertura, 1945)

### Komorní hudba
- Sonatina pro klavír
- Sonáta pro housle a klavír
- Miniaturní suita pro komorní trio

Zkomponoval rovněž řadu písní, sborů, vojenské pochody a hudbu k tanci.